# Вознюк Назар (спортсмен)
Наза́р Возню́к (20 грудня1982) — український прикордонник; учасник російсько-української війни. Переможець Ігор Нескорених-2023.

## З життєпису
Випускник Національної академії Державної прикордонної служби України. Майже 20 років працював адвокатом, мав свою юридичну компанію. Жив в Кривому Розі з дружиною та дитиною 2011 р.н. Вів передачу на телебаченні про юридичні речі.
Почалася війна, і колишній військовослужбовець й офіцер прикордонних військ не сидів вдома. У 2014-му загинула дружина. Був змушений повернутися додому, тому що залишився сам з малою дитиною.
у 2019 році повернувся на службу. На передовій зазнав спінальної травми. Одним з показань лікарів під час реабілітації було плавання; колись він вчив його плавати, а потім — син батька. На змагання поїхав з передової.
Найтитулованішим представником збірної України став Назар Вознюк — здобув шість медалей: чотири «золота» та два «срібла». Це були змагання на дистанції 100 метрів вільним стилем, на 50-метрівці на спині та на дистанції 50 метрів вільним стилем. Ще одне «срібло» здобув у командній естафеті — він та Пономарьов Олександр, Ігор Дерман і Євген Кірейонок. Раніше він завоював «золото» й «срібло» у веслуванні на тренажерах.